# Andrea Wölk
Andrea Wölk (* 1. Dezember 1964 in Essen; † 12. Dezember 2024 im Münsterland) war eine deutsche Autorin. Sie veröffentlichte mehr als 200 Liebes- und Unterhaltungsromane unter Pseudonym. Kennzeichnend für ihr Werk ist die Verbindung erotischer und historischer Motive.

## Leben
Wölk verbrachte ihre Kindheit und Jugend im Ruhrgebiet. Sie absolvierte eine Ausbildung zur Steuerfachangestellten und übte diesen Beruf mehr als 25 Jahre aus. Daneben war sie als Fotografin tätig und veröffentlichte erste Bücher im Selbstverlag. Ab 2008 arbeitete sie hauptberuflich als Autorin.
Nach mehreren beruflich bedingten Umzügen lebte Wölk mit ihrem Mann und den gemeinsamen Kindern im Münsterland. Sie verstarb nach kurzer, schwerer Krankheit.

## Wirken
Wölk veröffentlichte erste Kurzgeschichten und Romane im Selbstverlag. Dafür gründete sie 2010 den Oldigor Verlag mit Sitz in Rhede, der vereinzelt auch Werke anderer Autoren, wie beispielsweise Wolfgang Arno Gogolin und Sören Prescher, veröffentlichte. 2013 stellte der Verlag seinen Betrieb ein.
Erste Bekanntheit erreichte Wölk mit der 2013/2014 veröffentlichten Serie „Rhys by night“ unter dem Pseudonym Kajsa Arnold. Mehrere Werke von Kajsa Arnold wurden später von Ullstein Verlagen und Bastei Lübbe neu aufgelegt. Unter dem Namen Julia Wolkenstein schrieb Wölk für Bastei Lübbe, als Harper Rhys für Saga Egmont. Zuletzt arbeitete sie als Hanne Paulsen am dritten Band der „Hamburger Gewürzkontor-Saga“ aus dem Heyne Verlag der Penguin Random House Verlagsgruppe.

## Werke (Auswahl)
- Lavendelliebe. Ullstein Forever, 2016, ISBN 978-3-95818-141-0.
- Save the Date with the Millionaire. Saga Egmont, 2020, ISBN 978-87-26-70513-3.
- Das Kontor der Düfte. Heyne, 2022, ISBN 978-3-453-42599-6.
- Zeit der Marzipanblüte. Bastei Lübbe, 2024, ISBN 978-3-404-19358-5.